# Valeria Bruni Tedeschi

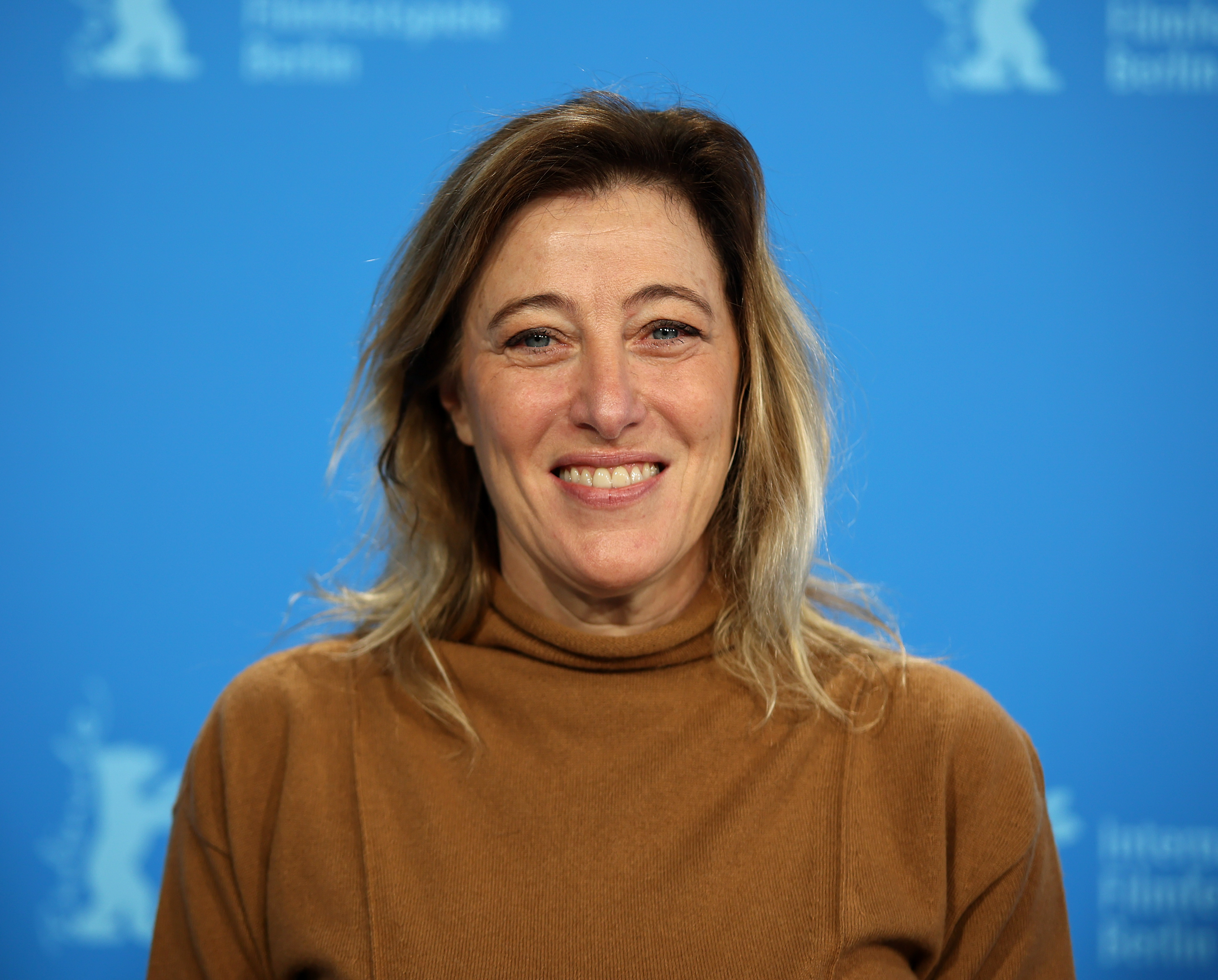
Valeria Bruni Tedeschi bei der Vorstellung ihres Films La ligne bei der Berlinale 2022

Valeria Bruni Tedeschi ([ˈbru(:)ni teˈdeski] oder französisch [bryˌni tedɛsˈki]) (* 16. November 1964 in Turin) ist eine italienisch-französische Schauspielerin, Filmregisseurin und Drehbuchautorin.

## Leben
Bruni Tedeschi entstammt einer Turiner Industriellenfamilie. Ihr Vater war der Komponist Alberto Bruni Tedeschi (1915–1996), der neben seiner musikalischen Tätigkeit die bis 1972 im Familienbesitz befindliche Reifenfabrik CEAT leitete; ihre Mutter ist die Konzertpianistin Marisa Borini (* 1930). Ihre jüngere Halbschwester ist das ehemalige Fotomodell Carla Bruni, ihr Bruder war der Fotograf Virginio Bruni Tedeschi (1960–2006). Im Jahr 1972 ließ sich die Familie nach eigenen Angaben wegen Entführungsdrohungen der Roten Brigaden gegen italienische Großindustrielle in Rambouillet und Paris nieder.
Bruni Tedeschi wurde an der Schauspielschule des Théâtre des Amandiers in Nanterre von Patrice Chéreau und Pierre Romans ausgebildet. Ihre erste Hauptrolle spielte sie 1987 in dem Film Hôtel de France von Patrice Chéreau. Danach sah man sie in zahlreichen Filmen, die sie oft als zerbrechliche, gebrochene Frau zeigten. Sie debütierte 2003 als Regisseurin mit der Filmkomödie Eher geht ein Kamel durchs Nadelöhr …, die ihr „hartes Los“ als Industriellentochter ironisch thematisierte. Im Jahr 2004 war sie Jurymitglied der Filmfestspiele von Berlin.
Seit 1983 tritt Bruni Tedeschi im Theater auf, so in den Jahren 1987 und 1988 mit dem Théâtre des Amandiers auf dem Festival d’Avignon in Stücken von Heinrich Kleist (Penthesilea und Käthchen von Heilbronn) und Anton Tschechow (Platonow) sowie in weiteren Inszenierungen Chéreaus (darunter Rêve d’automne von Jon Fosse, 2011 in Nantes, Poitiers, Antwerpen, Amsterdam und auf den Wiener Festwochen) und im Jahr 2015 in einer französischen Fassung von Die bitteren Tränen der Petra von Kant von Rainer Werner Fassbinder in Paris.
Im Jahr 2022 verarbeitete sie ihre Zeit als Schauspielschülerin am Théâtre des Amandiers in dem Spielfilm Forever Young, der ihr eine Einladung in den Wettbewerb um die Goldene Palme des Filmfestivals von Cannes einbrachte. Bereits 2013 hatte sie für ihre Regiearbeit Ein Schloss in Italien eine Einladung zu den Filmfestspielen erhalten.
Bruni Tedeschi wurde mehrmals mit dem französischen Filmpreis César für ihre Leistung als weibliche Nebendarstellerin geehrt, 2022 bekam sie einen César für die beste Hauptdarstellerin in La Fracture und 2023 einen César für das beste Drehbuch für Les Amandiers. Im Jahr 2011 wurde sie mit dem französischen Theaterpreis Molière als beste Schauspielerin für ihre Darstellung in Rêve d’automne ausgezeichnet.
Im Frühjahr 2009 adoptierte Bruni Tedeschi mit ihrem Lebensgefährten Louis Garrel, den sie 2007 bei den Dreharbeiten zu Actrices – oder der Traum aus der Nacht davor kennenlernte, ein vier Monate altes Baby senegalesischer Herkunft. Die Beziehung zu Garrel endete 2012.

## Filmografie (Auswahl)

### Als Darstellerin
- 1987: Die Verliebte (L’amoureuse)
- 1991: Der Mann, der seinen Schatten verlor (L’homme qui a perdu son ombre)
- 1992: Ich gehöre zu Dir (Sandra c’est la vie)
- 1993: Verrückt – nach Liebe (Les gens normaux n’ont rien d’exceptionnel)
- 1994: Vergiß mich! (Oublie-moi)
- 1994: Die Bartholomäusnacht (La reine Margot)
- 1996: Mein Mann – Für deine Liebe mach’ ich alles (Mon homme)
- 1996: Encore – Immer wieder die Frauen… (Encore)
- 1996: Nénette und Boni (Nénette et Boni)
- 1996: Das zweite Mal (La seconda volta)
- 1997: The House (A casa)
- 1998: Wer mich liebt, nimmt den Zug (Ceux qui m’aiment prendront le train)
- 1998: Ist Liebe nur ein Wort? (La parola amore esiste)
- 1998: Verrückt nach Liebe (La vie ne me fait pas peur)
- 1999: Die Farbe der Lüge (Au cœur du mensonge)
- 1999: Liebe in Zeiten der Arbeitslosigkeit (Rien à faire)
- 1999: La Balia
- 2000: Milch der Zärtlichkeit (Le lait de la tendresse humaine)
- 2000: Drogenszenen
- 2002: Ten Minutes Older
- 2003: Eher geht ein Kamel durchs Nadelöhr … (Il est plus facile pour un chameau …)
- 2003: Gefühlsverwirrungen (Les sentiments)
- 2004: 5×2 – Fünf mal zwei (5x2)
- 2005: Meeresfrüchte (Crustacés et coquillages)
- 2005: München (Munich)
- 2005: Die Zeit die bleibt (Le temps qui reste)
- 2005: Quartier VIP
- 2005: Ein perfektes Paar (Un couple parfait)
- 2006: Ein gutes Jahr (A Good Year)
- 2007: Actrices – oder der Traum aus der Nacht davor (Actrices)
- 2007: Faut que ça danse!
- 2007: L’abbuffata
- 2008: Le grand alibi
- 2009: Von Liebe und Bedauern (Les regrets)
- 2010: Roses à crédit
- 2010: Les mains en l’air
- 2010: Baciami ancora
- 2012: Rêve d’automne
- 2012: Padroni di casa
- 2013: Viva la libertà
- 2013: Die süße Gier (Il capitale umano)
- 2013: Ein Schloss in Italien (Un château en Italie)
- 2014: Saint Laurent
- 2014: 40-Love / Spiel um alles (Terre battue)
- 2014: La buca
- 2015: Les jours venus
- 2015: Latin Lover
- 2015: Wir sind alle Astronauten (Asphalte)
- 2016: Die feine Gesellschaft (Ma loute)
- 2016: Die Überglücklichen (La pazza gioia)
- 2017: Meine schöne innere Sonne (Un beau soleil intérieur)
- 2017: Paris etc (Fernsehserie, 12 Episoden)
- 2018: The Summer House (Les estivants)
- 2019: Aspromonte – La terra degli ultimi
- 2019: Die Verschwundene (Seules les bêtes)
- 2020: Sommer 85 (Été 85)
- 2021: Enthüllung einer Staatsaffäre (Enquête sur un scandale d’État)
- 2021: Der Sommer mit Anaïs (Les amours d’Anaïs)
- 2021: In den besten Händen (La fracture)
- 2022: Die Linie (La ligne)
- 2022: Le pupille (Kurzfilm)
- 2023: Il n’y a pas d’ombre dans le désert
- 2023: Te l’avevo detto
- 2024: L’arte della gioia (Fernsehserie, 4 Episoden)
- 2024: Was uns verbindet (L'attachement)

### Als Regisseurin
- 2003: Eher geht ein Kamel durchs Nadelöhr … (Il est plus facile pour un chameau…), auch Drehbuch
- 2007: Actrices – oder der Traum aus der Nacht davor (Actrices), auch Drehbuch und Schnitt
- 2013: Ein Schloss in Italien (Un château en Italie)
- 2015: Drei Schwestern (Les trois sœurs)
- 2017: 90 Jahre sind kein Alter (Une jeune fille de 90 ans)
- 2018: The Summer House (Les estivants)
- 2022: Forever Young (Les Amandiers)

## Theater
- 2010/2011: Rêve d’Automne (Traum im Herbst) von Jon Fosse